# Xã East Bay, Michigan
Xã East Bay (tiếng Anh: East Bay Township) là một xã thuộc quận Grand Traverse, tiểu bang Michigan, Hoa Kỳ. Năm 2010, dân số của xã này là 10.663 người.